# 20 Fingers
20 Fingers est un groupe de dance / hard house américain composé de Charlie Babie et Manny Mohr.

## Histoire
Le groupe est né à Chicago au début des années 1990 et a fait quelques singles à succès comme Lick it, Short Dick Man ou encore Sex machine. Ils ont sorti plusieurs versions de leur unique album avec plus ou moins de chansons sur chacune d'elles.
20 Fingers a la particularité de changer de chanteuse pour chaque titre. Les singles sortis sont tous à consonances sexuelles et aux textes très explicites. D'ailleurs, dès le premier single, le groupe se verra censuré et le titre modifié passant de Short Dick Man à Short Short Man pour la première piste de la Face A.
Par la suite, la chanteuse Gillette sortira d'autres titres de son côté comme You're a dog ou Shake your money maker, et l'autre chanteuse Katrina sortira Push un autre single.

## Discographie

### Singles
- Short Dick Man (feat. Gillette) (03/10/1994)
- Lick It (feat. Roula) (03/03/1995)
- Sex Machine (feat. Katrina) (20/11/1995)
- Megamix Explosion (15/04/1996)

### Album
- 20 Fingers : L'album (20/11/1995)

1. Sex Machine (feat. Katrina)
2. Round We Go (feat. Big Sister)
3. Electric Slide (feat. Dance Factor)
4. She Won't Know (feat. Dania)
5. 100% Woman (feat. Vickir)
6. Short Dick Man (feat. Gillette)
7. Holding On To Love (feat. Rochelle)
8. Position N°9 (feat. Nerada)
9. Mr Personality (feat. Gillette)
10. Lick It (feat. Roula)
11. Popsicle Love (feat. Cassandra)
12. Putang Na Mo
13. I'm In Love (feat. A'Lisa B)
14. Praying For An Angel (feat. Rochelle)